# Polignac, Charente-Maritime

Polignac este o comună în departamentul Charente-Maritime, Franța. În 1 ianuarie 2022 avea o populație de 161 de locuitori.